# Barmherzigkeitskirche Zakopane (Chramcówki)
Die katholische Barmherzigkeitskirche auf der Chramcówki in Zakopane (poln. Kościół Miłosierdzia Bożego w Zakopanem (Chramcówki))  wurde in den Jahren 1989 bis 1994 im Stil der Postmoderne mit Einfluss des Zakopane-Stils erbaut. 1994 erfolgte die Weihe unter dem Patrozinium der Göttlichen Barmherzigkeit. Die Kirche dient als Pfarrkirche.

## Geographische Lage
Die Kirche befindet sich im nördlichen Zakopaner Stadtteil Chramcówki im Vortatragraben am Fuße der Tatra.